# 17 Ursae Minoris
17 Ursae Minoris är en gul stjärna i stjärnbilden Lilla björnen. Stjärnan har visuell magnitud +6,88 och är sålunda inte synlig för blotta ögat ens vid god seeing.